# Borba (Portogallo)
Borba ('bɔɾbɐ) è un comune portoghese di 7 782 abitanti situato nel distretto di Évora.

## Società

### Evoluzione demografica
| Popolazione di Borba (1801 – 2004) | Popolazione di Borba (1801 – 2004) | Popolazione di Borba (1801 – 2004) | Popolazione di Borba (1801 – 2004) | Popolazione di Borba (1801 – 2004) | Popolazione di Borba (1801 – 2004) | Popolazione di Borba (1801 – 2004) | Popolazione di Borba (1801 – 2004) | Popolazione di Borba (1801 – 2004) |
| ---------------------------------- | ---------------------------------- | ---------------------------------- | ---------------------------------- | ---------------------------------- | ---------------------------------- | ---------------------------------- | ---------------------------------- | ---------------------------------- |
| 1801                               | 1849                               | 1900                               | 1930                               | 1960                               | 1981                               | 1991                               | 2001                               | 2004                               |
| 3726                               | 4652                               | 6551                               | 8094                               | 10431                              | 8813                               | 8254                               | 7782                               | 7545                               |

## Freguesias
- Matriz
- Orada
- Rio de Moinhos
- São Bartolomeu